# Jacqueline Foster
Pour les articles homonymes, voir Foster.
Jacqueline Foster, née le 30 décembre 1947 à Liverpool, est une femme politique britannique, membre du Parti conservateur.
Elle est députée européenne de 1999 à 2004 et de 2009 à 2019. Elle est créée pair à vie le 9 février 2021.